# Ненависть (фільм, 1930)
«Ненависть» (рос. «Ненависть») — білоруський радянський художній фільм 1930 року режисера Юрія Тарича.
Зберігся не повністю.

## Сюжет
Початок 1930-х років. На одному з нафтових промислів спалахує страйк. Румунські нафтопромисловці, зацікавлені в страйку, через підкупленого депутата Польського сейму Сташевського намагаються протидіяти прийняттю вимог робітників і тим самим досягти припинення страйку. Нафтові промисли переходять в польське військове відомство. За сприяння того ж Сташевського, підкупленого тепер військовим міністром, страйк вдається придушити за допомогою військ регулярної армії і газових бомб. Військова промисловість отримує необхідну їй нафту, а депутати сейму, незважаючи на протест комуністів, стверджують, нарешті, проект збільшення витрат озброєння.

## У ролях
- Ада Войцик
- Василь Ярославцев
- Леонід Данилов
- Володимир Шаховської
- Осип Мерлатті
- Микола Прозоровський
- А. Дединці
- Микола Вітовта

## Творча група
- Сценарій: Леонід Єрихон, Юрій Тарич
- Режисер: Юрій Тарич
- Оператор: Сергій Іванов, Борис Фільшин
- Композитор: